# Paraguayischer Guaraní
Der (paraguayische) Guaraní (Mehrzahl: Guaraníes) ist seit dem 5. Oktober 1943 die Währung Paraguays und ist nach dem gleichnamigen indigenen Volk benannt. Der Guaraní ist zwar die offizielle Währung, allerdings werden höherwertige Waren (Importwaren wie Kraftfahrzeuge, PC, Kameras, oder Immobilien) oft in US-Dollar oder, sehr eingeschränkt, in Euro gehandelt. Auch hat man an vielen Geldautomaten die Wahlmöglichkeit zwischen Aus- oder Einzahlung in Guaraníes oder US-Dollar. Kreditkartenzahlungen erfolgen in Guaraní, sonstige Rechnungen können auch in anderen Währungen erstellt werden. Die paraguayische Zentralbank veröffentlicht täglich (Mo–Fr) eine Liste der offiziellen Wechselkurse des Guaraní zu den bedeutendsten internationalen Währungen, Sonderziehungsrechten und einer Feinunze Gold. Währungen, die zum 1. Januar 2002 im Euro aufgegangen sind, werden dabei entsprechend dem damaligen Verhältnis zum US-Dollar gewertet.

## Banknoten
Zurzeit (2011) sind Banknoten folgenden Nennwertes im Umlauf:
- 100.000 PYG

Farbe: grünlich
Vorderseite: San Roque González de Santa Cruz
Rückseite: Represa de Itaipú
- 50.000 PYG

Serien D und folgende
Farbe: mehrfarbig (überwiegend orange, grün und blau)
Vorderseite: Agustín Pío Barrios
Rückseite: Ausschnitt einer Gitarre
Vor der Ausgabe der Serie C wurde 2006 ein Teil dieser Serie auf dem Transport von der Druckerei Oberthur in Paris nach Paraguay gestohlen. Es handelte sich um sechs Kisten mit insgesamt 250.000 Banknoten, einem damaligen Wert von etwa 2,3 Mio. US-Dollar entsprechend. Die gesamte Serie C wurde daraufhin für ungültig erklärt. Kurz darauf tauchten modifizierte Scheine der Serie C auf, die infolge kleiner Änderungen der Serie B zum Verwechseln ähnlich sahen. Daraufhin wurde eine Serie D mit völlig veränderter Gestaltung ausgegeben. Die Scheine der Serien A und B mit dem Motiv des paraguayischen Soldaten verloren am 5. Oktober 2009 ihre Gültigkeit im Zahlungsverkehr. Sie konnten noch bis zum 4. Oktober 2012 bei den Filialen der Zentralbank oder der Banco Nacional de Fomento eingetauscht werden, ehe sie ihren Nominalwert verloren.
- 20.000 PYG

Farbe: blautürkis
Vorderseite: Mujer Paraguaya (Paraguayische Frau)
Rückseite: Banco Central del Paraguay (Hauptsitz der Paraguayischen Zentralbank)
- 10.000 PYG

Farbe: braun
Vorderseite: Dr. José Gaspar Rodríguez de Francia
Rückseite: 14 de Mayo 1811 (Tag der Unabhängigkeitserklärung Paraguays)
- 5.000 PYG

Farbe: orangerot
Vorderseite: Don Carlos Antonio López
Rückseite: Palacio de López (Präsidentenpalast in Asunción)
Die paraguayische Zentralbank gab am 17. April 2009 bekannt, dass beim Transport der Serie E von der Druckerei Giesecke & Devrient nach Paraguay, vermutlich während der Schiffspassage von Europa nach Buenos Aires, 40.000 Scheine entwendet wurden. Die Serie E wurde dennoch von der Zentralbank in Umlauf gebracht. Die neueren Banknoten (seit 2011) sind wie die 2000₲ Scheine Polymerbanknoten.
- 2.000 PYG

Farben: mehrfarbig (überwiegend blassviolett, gelb und grün)
Vorderseite: Adela und Celsa Speratti (zwei paraguayische Lehrerinnen des 19. Jahrhunderts)
Rückseite: eine Gruppe Nationalflaggen tragender Männer
Am 11. Dezember 2009 wurden die ersten Scheine mit dem vorher nicht vorhandenen Nennwert 2.000 Guaraníes ausgegeben. Bei dem Schein handelt es sich erstmals in Paraguay um eine Polymerbanknote. Mit diesem Material verbindet die Zentralbank die Hoffnung, die Scheine seltener durch neue ersetzen zu müssen. Ein ähnlicher Versuch im Nachbarland Brasilien mit einem Schein zu 10 Reais schlug jedoch fehl.
Sämtliche Scheine haben ein einheitliches Format von ca. 157 mm × 67 mm und damit etwa das Format des US-Dollars. Scheine unterschiedlicher Serien unterscheiden sich meist geringfügig voneinander (zum Beispiel leichte Veränderung des Motives oder der Sicherheitskennzeichen). Die Nummerierung besteht aus einem Buchstaben, der die Serie angibt, und einer achtstelligen Zahl.
Die Scheine sind fast ausschließlich spanisch beschriftet. Der Nennwert wird außer als Zahlwert (zum Beispiel 50000) auch alphanumerisch (zum Beispiel 50 MIL) sowie in Worten (auf der Vorderseite in Spanisch, auf der Rückseite in der zweiten Amtssprache Guaraní) angegeben.
Da der weitaus überwiegende Teil der Transaktionen mit Bargeld stattfindet, Teile der Bevölkerung kein Portemonnaie besitzen und die Scheine wenig pfleglich behandelt werden (zum Beispiel knüllen, mehrfach falten, beschriften, durchschwitzen), sind die Banknoten häufig in einem schlechten Erhaltungszustand.
Scheine mit dem Nennwert 1.000 PYG (violett, Vorderseite mit dem Abbild von Mcal. Francisco Solano López, Rückseite mit dem Abbild des Panteón Nacional de los Héroes in Asunción) sind nicht mehr gültig und konnten nur noch bis 5. Januar 2014 bei der Zentralbank eingetauscht werden.

## Münzen
Zurzeit (2011) sind Münzen folgenden Nennwertes im Umlauf:
- 1.000 PYG

Avers: Panteón Nacional de los Héroes (Heldenpantheon in Asunción)
Revers: Mcal. Francisco Solano López
- 500 PYG

Avers: Hauptsitz der paraguayischen Zentralbank
Revers: Gral. Bernardino Caballero
- 100 PYG

Avers: Ruinas de Humaitá
Revers: Gral. José E. Díaz
- 50 PYG

Avers: Represa de Acaray
Revers: Mcal. José Félix Estigarribia
Auf dem Avers („Vorderseite“) befindet sich außer der jeweiligen Abbildung der Text „BANCO CENTRAL DEL PARAGUAY“ und der Nennwert in Zahlen einschließlich Währungsbezeichnung (1000 wird hierbei mit 1 MIL bezeichnet). Alle Münzen tragen auf dem Revers („Rückseite“) außer einer Büste mit Namensangabe und dem Prägejahr den Text „REPUBLICA DEL PARAGUAY“, die Münzen zu 500 und 1000 PYG ferner den Nennwert in Worten auf Guaraní.
Preise werden üblicherweise auf 50 PYG gerundet, infolge des chronischen Mangels an Wechselgeld oftmals auch auf 100 oder 500 PYG.
Vor 2006 ausgegebene Münzen sind nicht mehr gültig und konnten nur noch bis 6. Januar 2014 bei der Zentralbank eingetauscht werden.

## Unterteilung
Die Unterteilung des Guaraní in 100 Céntimos ist noch gültig, hat aufgrund des geringen Wertes ihren Sinn im realen Zahlungsverkehr allerdings verloren. In seltenen Fällen z. B. bei Mobilfunkabrechnungen taucht die Unterteilung noch auf.
Mit der ursprünglich für 2011 geplanten Streichung von drei Nullen sollte der Guaraní auch im Alltagsgebrauch wieder unterteilt werden. Die Zentralbank verwendete jedoch in der diesbezüglichen Presseerklärung den Begriff Centavo, welche bis 1943 für den hundertsten Teil des paraguayischen Peso verwendet wurde.

## Umstellung
Wie die Zentralbank am 21. Oktober 2009 bekannt gab, sollten zum Jahre 2011 drei Nullen gestrichen werden, doch wurde das Vorhaben später wieder auf Eis gelegt. Die Währung sollte für einen Übergangszeitraum von zwei Jahren als „Nuevo Guaraní“ bezeichnet werden, um neue und alte Scheine und Münzen zu unterscheiden. Danach sollte nach der Vorstellung der Zentralbank wieder zur alten Bezeichnung zurückgekehrt werden. Zur Eingewöhnung werden seit einigen Jahren auf den Scheinen teilweise die letzten drei Nullen durch das Wort mil (spanisch für ‚tausend‘) ersetzt. Von der Umstellung wird in erster Linie eine Erleichterung im Bereich der Buchführung erwartet, da heute selbst bei kleinen und mittleren Unternehmen Millionen- und Milliardenbeträge an der Tagesordnung sind.
Die Zentralbank betonte, dass die Umstellung nicht inflationsbedingt ist, sondern in einem Kontext gesamtwirtschaftlicher Stabilität erwartet wird. Es ist beabsichtigt, das gegenwärtige Design der Banknoten und Münzen im Wesentlichen beizubehalten.